# Glauconycteris gleni
Glauconycteris gleni (Peterson & Smith, 1973) è un Pipistrello della famiglia dei Vespertilionidi endemico del Camerun e dell'Uganda.

## Descrizione

### Dimensioni
Pipistrello di piccole dimensioni, con la lunghezza totale tra 96 e 106 mm, la lunghezza dell'avambraccio tra 38 e 42 mm, la lunghezza della coda tra 44 e 50 mm, la lunghezza del piede tra 8 e 10 mm, la lunghezza delle orecchie tra 13 e 16 mm e un peso fino a 15 g.

### Aspetto
La pelliccia è di media lunghezza, soffice e si estende sul primo terzo dorsale dell'uropatagio. Le parti dorsali sono fulvo-grigiastre chiare con dei riflessi color crema e la base dei peli grigio-brunastra scura, mentre le parti ventrali variano dal color crema al bianco. Il muso è corto, largo e piatto. Le orecchie sono piccole, marroni chiare, con la punta smussata, il margine esterno concavo alla base e convesso sotto la punta, quello interno convesso e con l'antitrago che si estende attraverso un altro lobo carnoso sul labbro inferiore all'angolo posteriore del muso. Le membrane alari sono biancastre, semi-trasparenti e con i metacarpi, le zampe e la coda marcati di marrone scuro. La coda è lunga ed inclusa completamente nell'ampio uropatagio, il quale ha una venatura marrone scura.

## Biologia

### Alimentazione
Si nutre di insetti.

## Distribuzione e habitat
Questa specie è diffusa in Camerun e Uganda.
Vive nelle foreste pluviali.

## Conservazione
La IUCN Red List, considerata la mancanza di informazioni sufficienti sull'areale, i requisiti ecologici, le minacce e lo stato di conservazione, classifica G.gleni come specie con dati insufficienti (DD).